# Copelatus fryi
Copelatus fryi är en skalbaggsart som beskrevs av J. Balfour-browne 1939. Copelatus fryi ingår i släktet Copelatus och familjen dykare. Inga underarter finns listade i Catalogue of Life.